# Noirmont
Noirmont is een dorp in de Belgische provincie Waals-Brabant. Samen met Cortil vormt het Cortil-Noirmont, een deelgemeente van Chastre. Noirmont ligt net ten noorden van Cortil, waarmee het vergroeid is.

## Geschiedenis
Op de Ferrariskaart uit de jaren 1770 is de plaats aangeduid als Noirmont, net ten noorden van Courtil. Op het eind van het ancien régime werd Noirmont een gemeente, maar deze werd al in 1822 opgeheven en met Cortil verenigd in de nieuwe gemeente Cortil-Noirmont.

## Bezienswaardigheden
- De Sint-Pieterskerk (Église Saint-Pierre) is een classicistisch bouwwerk van eind 18e eeuw.
- De Tumuli van Noirmont zijn twee grote Gallo-Romeinse grafheuvels.

## Natuur en landschap
Noirmont ligt aan de Orne die noordwaarts stroomt. De hoogte aan de kerk bedraagt 143 meter.

## Nabijgelegen kernen
Cortil, Chastre, Perbais, Ernage
Deelgemeenten: Chastre-Villeroux-Blanmont · Cortil-Noirmont · Gentinnes · Saint-Géry

Overige plaatsen: Blanmont · Chastre · Cortil · Noirmont · Villeroux

Belgische gemeenten · Arrondissement Nijvel · Waals-Brabant · Wallonië